# Трихогастер
Трихогастер (Trichogaster) — рід лабіринтових риб з родини осфронемових (Osphronemidae), підродина луціоцефалові (Luciocephalinae). Його представники поширені в Індії та інших країнах Південної Азії.

## Опис
Трихогастери мають яйцеподібної форми, видовжене і стиснуте з боків тіло. Спинний і анальний плавці широкі й супроводжують більшу частину тіла. Черевні плавці тонкі і довгі, пружні й рухливі, виконують роль органу дотику та смаку. Як і всі лабіринтові, трихогастери можуть дихати атмосферним повітрям за допомогою розташованого над зябрами спеціального додаткового органу дихання — лабіринтового апарату. Вони періодично спливають до поверхні води, щоб зробити черговий ковток повітря.
Самці трихогастерів у період нересту будують на поверхні води гніздо з бульбашок повітря, а також доглядають за потомством.

## Систематика
Разом із родами Trichopodus, Parasphaerichthys, Ctenops, Sphaerichthys і Luciocephalus, трихогастери належать до підродини луціоцефалових (Luciocephalinae). Їх об'єднує ряд спільних синапоморфічних ознак, відсутніх у інших лабіринтових риб. Це, зокрема, відсутність першого зябрового променя (англ. branchiostegal ray) і особливе розташування зв'язки Боделота (англ. Baudelot's ligament).
Проте молекулярний аналіз не підтвердив монофілії луціоцефалових, зокрема роди Trichopodus і Trichogaster випадають із цієї групи, і в той же час ці два роди виявляють сестринські стосунки з підродиною макроподових (Macropodusinae).
Натомість не викликає сумнівів близька спорідненість родів Trichogaster і Trichopodus.

## Проблеми таксономії
Рід Trichogaster описали Блох і Шнайдер (Bloch & Schneider) у 1801 році, включивши до його складу 2 види: Trichogaster fasciatus Bloch & Schneider, 1801 і Trichogaster trichopterus (Pallas, 1770). Оригінальною назвою останнього була Labrus trichopterus Pallas, 1770. Того ж таки 1801 року, хоча й трохи раніше, Ласепед (Lacépède) включив той самий вид Labrus trichopterus Pallas, 1770 до складу роду Trichopodus. У 1822 році Гамільтон (Hamilton) описав під родом Trichopodus 6 нових видів: Trichopodus colisa, T. bejeus, T. cotra, T. lalius, T. sota і T. chuna. Кюв'є (Cuvier) у 1829 році описав новий рід Polyacanthus і включив до його складу 6 нових видів Гамільтона, а також Trichogaster fasciatus, а вже 1831 року переніс їх до ще одного нового роду Colisa.
Джордан (Jordan) у 1917 році вперше призначає типовий вид для роду Trichogaster, ним став Trichogaster fasciatus. Не зважаючи на це, Маєрс (Myers) у 1922 році провів ревізію систематики лабіринтових риб й серед іншого зарахував більші (географічно східні) гурамі з Південно-Східної Азії до роду Trichogaster (T. leeri, T. trichopterus, T. microlepis і T. pectoralis), а менші індійські види (географічно західні) до роду Colisa (C. chuna, C. fasciata, C. labiosa, C. lalius). Як не дивно, це перейменування, що не відповідає вимогам ICZN, було негайно прийняте, ніхто не заперечував проти нього. Лише 1997 року Дерейст (Derijst) звернув увагу на помилку, після її виправлення рід Trichogaster став називатись Trichopodus, а рід Colisa — Trichogaster.
Назва Colisa зустрічається у колишніх авторів і в акваріумній літературі.

## Склад роду
До складу роду входять такі види:
- Trichogaster chuna  (Hamilton, 1822) — гурамі медовий; довжина до 7,0 см; Північно-Східна Індія (Бенгалія, Ассам), Бангладеш;
- Trichogaster fasciata  Bloch & Schneider, 1801 — гурамі смугастий; довжина до 12,5 см; Пакистан, Північна Індія, Непал, Бангладеш, Верхня М'янма;
- Trichogaster labiosa  Day, 1877 — лябіоза; довжина до 9,0 см; південна М'янма;
- Trichogaster lalius  (Hamilton, 1822) — ляліус; довжина до 8,8 см; Північно-Східна Індія (Бенгалія, Ассам), Бангладеш.

Гурамі з Південно-Східної Азії, що раніше належали до роду Trichogaster, й відомі під назвами Trichogaster trichopterus (плямистий гурамі), Trichogaster leerii (перлинний гурамі), Trichogaster pectoralis (бурий гурамі) і Trichogaster microlepis (місячний гурамі), тепер зараховуються до роду трихопод (Trichopodus).

## Утримання в акваріумі
Представники роду трихогастер чудово підходять до кімнатних акваріумів. Це мирні риби, що тримаються у верхніх і середніх шарах води. Добре підходять до спільного акваріума. Певні проблеми виникають з тим, що ці риби походять з водойм, розташованих у країнах із сезонним кліматом, де вони стикаються зі значним коливанням температур. Тому у старі часи, коли були проблеми з обігрівом води і доступністю кормів, трихогастери в акваріумах були більш стійкими.
Ляліус (Trichogaster lalius) належить до числа найкрасивіших акваріумних риб, але він водночас є й найбільш проблемним. Популярність має також медовий гурамі (Trichogaster chuna). З іншого боку, смугасті гурамі (Trichogaster fasciata), як правило, не дуже приваблюють своєю зовнішністю і в акваріумах зустрічаються не часто.